# King Nothing
«King Nothing» és el setzè senzill de la banda estatunidenca Metallica, el quart i darrer extret de l'àlbum d'estudi, Load, llançat el 6 de gener de 1997.
La cançó fou composta per James Hetfield, Lars Ulrich i Kirk Hammett sobre un home que vol jugar a ser rei i no li preocupa res més. Tracta el tema d'anar amb compte amb el que es desitja. El senzill presenta una versió en directe de «Ain't My Bitch», cançó també inclosa en l'àlbum Load. També van editar un videoclip per acompanyar el senzill, dirigit per Matt Mahurin i filmat a Park City de Utah al desembre de 1996.
La versió original de la cançó fou titulada com "Load" i fou enregistrada en l'estudi propi d'Ulrich que té a casa seva.

## Llista de cançons
| 1. | «King Nothing»                                                            | 5:28 |
| 2. | «Ain't My Bitch» (directe, Irvine Meadows, Califòrnia, 4 d'agost de 1996) | 6:00 |

| 1. | «King Nothing» (edited version) | 4:59 |
| 2. | «King Nothing» (full version)   | 5:28 |